# Postenje, Novi Pazar
Postenje (izvirno srbsko Постење) je naselje v Srbiji, ki upravno spada pod Mesto Novi Pazar; slednja pa je del Raškega upravnega okraja.

## Demografija
V naselju živi 2505 polnoletnih prebivalcev, pri čemer je njihova povprečna starost 31,9 let (31,7 pri moških in 32,0 pri ženskah). Naselje ima 880 gospodinjstev, pri čemer je povprečno število članov na gospodinjstvo 3,94.
To naselje je, glede na rezultate popisa iz leta 2002, večinoma srbsko, a v času zadnjih 3 popisov je opazen porast števila prebivalcev.
|  |

| Demografija | Demografija     | Demografija     |
| Leto        | Št. prebivalcev | Št. prebivalcev |
| ----------- | --------------- | --------------- |
|             |                 |                 |
|             |                 |                 |
|             |                 |                 |
|             |                 |                 |
| 1948        | 834             |                 |
| 1953        | 907             |                 |
| 1961        | 1046            |                 |
| 1971        | 1167            |                 |
| 1981        | 1659            |                 |
| 1991        | 2868            | 2821            |
| 2002        | 3577            | 3471            |
|             |                 |                 |

| Etnična sestava po popisu iz leta 2002 | Etnična sestava po popisu iz leta 2002 | Etnična sestava po popisu iz leta 2002 | Etnična sestava po popisu iz leta 2002 | Etnična sestava po popisu iz leta 2002 |
| -------------------------------------- | -------------------------------------- | -------------------------------------- | -------------------------------------- | -------------------------------------- |
| Srbi                                   | Srbi                                   |                                        | 2.689                                  | 77,47%                                 |
| Bošnjaki                               | Bošnjaki                               |                                        | 225                                    | 6,48%                                  |
| Muslimani                              | Muslimani                              |                                        | 165                                    | 4,75%                                  |
| Romi                                   | Romi                                   |                                        | 22                                     | 0,63%                                  |
| Črnogorci                              | Črnogorci                              |                                        | 8                                      | 0,23%                                  |
| Albanci                                | Albanci                                |                                        | 2                                      | 0,05%                                  |
| Makedonci                              | Makedonci                              |                                        | 1                                      | 0,02%                                  |
| Neznano                                | Neznano                                |                                        | 359                                    | 10,34%                                 |